# Flagge von Texas

Flagge von Texas

Gouverneursflagge

Die Flagge von Texas wurde etwa sechs Jahre vor dem Beitritt zur Union im Jahre 1846 eingeführt. Der Bundesstaat verwendet die Farben der Stars and Stripes, aber nur einen Stern – daher die Bezeichnung The Lone Star State (Der Staat des einsamen Sterns). Die Farben der Flagge haben folgende Bedeutung: Blau steht für Loyalität, weiß für Reinheit und Rot für Tapferkeit.

Die Burnet Flag (1836–1839)

Einen einzelnen Stern auf blauer Grundfläche führte auch die von 1836 bis 1845 bestehende Republik Texas. Die sogenannte Burnet Flag war inspiriert von der Bonnie Blue Flag der Republic of West Florida.

## Treueeid
Der Treueeid lautet:

“Honor the Texas flag; I pledge allegiance to thee, Texas, one state under God, one and indivisible.”

„Ehre die texanische Flagge; Ich schwöre Dir Treue, Texas, ein Staat unter Gott, einig und unteilbar“

## Trivia
In einer 2001 durchgeführten Internet-Abstimmung der North American Vexillological Association wurde diese Flagge unter den zehn besten Flaggen der US-Bundesstaaten auf den zweiten Platz gewählt.